# Angela (chanson de Saïan Supa Crew)
Angela est une chanson du groupe de hip-hop français Saïan Supa Crew, sortie en 2000. Elle est extraite de leur premier album KLR.

## Contexte et sortie
« Angela » était à l'origine une interlude sur un ancien projet du groupe. La veille de rendre leur album KLR, le morceau n'était pas terminé. Pour le finaliser rapidement, ils ont dupliqué le premier couplet.

## Composition
La chanson mélange rap et zouk. Les paroles en créole contiennent des propos à caractère sexuel.

## Accueil commercial
« Angela », sorti avec l'album KLR en octobre 1999, a connu un grand succès commercial en France durant l'été 2000, atteignant la 2e place des classements. Le single s'est vendu à 600 000 exemplaires et atteint en octobre 2024, 70 millions de vues sur les plateformes.

## Clip vidéo
Le clip montre les membres du groupe déguisés en médecins donnant un cours d'éducation sexuelle dans une case aux Antilles. Une femme nommée Angela arrive, provoquant l'excitation des « médecins » qui tentent de la séduire.

## Reprises
Le rappeur Hatik a repris cette chanson en 2020.